# Mutsuko Fujii
Mutsuko Fujii (japanisch 藤井むつ子 Fujii Mutsuko) ist eine japanische Musikpädagogin, Marimbaspielerin und Perkussionistin. 
Fujii studierte an der Universität der Künste Tokio und unterrichtet Marimba und Perkussion am Senzoku Gakuen Musikcollege in Kanagawa. Sie gilt als eine der bedeutendsten Marimbaspielerinnen und Perkussionistinnen Japans und trat auch international erfolgreich u. a. in China, den USA, den Niederlanden, der Schweiz und in Deutschland auf. Sie machte auch der Sanukitophon bekannt, das sie seit 1984 spielt. 
Fujiis besonderes Interesse gilt der zeitgenössischen japanischen Musik. Sie vergab Kompositionsaufträge u. a. an Akira Miyoshi und Maki Ishii und spielte die Uraufführung von Miyoshis Etude Concertante in der Carnegie Hall. Mit dem Komponisten und Marimbaspieler Keiko Abe spielte sie die Uraufführung von dessen Prism Rhapsody II für zwei Marimbas und sechs Perkussionisten. Neben der solistischen Arbeit tritt sie mit der Mutsuko Fujii Percussion Group auf und im Trio mit ihren Töchtern Haruka und Rika Fujii. 2006 erschien ihr Album HITEN-SEIDO: Marimba works by Maki Ishii zum 70. Geburtstag des Komponisten.

## Quelle
- Taiwan Clinic - An International Band and Orchestra Conference - Mutsuko Fujii

| Personendaten    | Personendaten                                                   |
| ---------------- | --------------------------------------------------------------- |
| NAME             | Fujii, Mutsuko                                                  |
| KURZBESCHREIBUNG | japanische Musikpädagogin, Marimbaspielerin und Perkussionistin |
| GEBURTSDATUM     | 20. Jahrhundert                                                 |